# (60454) 2000 CH105
2000 سي إتش 105 (ويعرف أيضًا باسم (60454) 2000 سي إتش 105 وفق تسمية الكوكب الصغير) (بالإنجليزية: 2000 CH105)‏ هو كويكب ضمن حزام الكويكبات؛ وترتيبه 60454 من حيث الاكتشاف.
اكتُشف هذا الجُرم الفلكي بواسطة مارك ويليام بوي في 5 فبراير 2000.

## وصلات خارجية
- (60454) 2000 CH105 في قاعدة بيانات مختبر الدفع النفاث لأجرام النظام الشمسي الصغيرة

- الاكتشاف · مخطط المدار ·  العناصر المدارية · المعلمات المادية

- (60454) 2000 CH105 على موقع ويكي سكاي: DSS2, SDSS, GALEX, IRAS, Hydrogen α, X-Ray, Astrophoto, Sky Map, Articles and images